# Liste des oiseaux des Tonga
La liste ci-dessous recense les oiseaux observés dans les îles des Tonga.
Sont mentionnés, dans l'ordre :
- le nom français,
- le nom scientifique, avec la sous-espèce éventuellement,
- le(s) nom(s) vernaculaires en tongien,
- le statut de l'espèce aux Tonga :

nicheur
endémique (niche exclusivement dans ce pays)
migrateur (régulier)
éteint (ne se trouve plus dans ce pays)
introduit,
- entre parenthèses, la répartition succincte dans les îles.

Cette liste ne mentionne pas obligatoirement tous les oiseaux observés accidentellement.

## Liste par famille
- Diomedeidae
  - Albatros hurleur (Diomedea exulans) - katafa lalahi
- Procellariidae
  - Daption capense
  - Macronectes giganteus - Accidentel
  - Pterodroma alba - Accidentel
  - Pterodroma arminjoniana
  - Pterodroma cervicalis
  - Pterodroma inexpectata
  - Pterodroma neglecta
  - Pterodroma nigripennis
  - Pterodroma rostrata
  - Puffinus bulleri - Accidentel
  - Puffinus griseus
  - Puffin d'Audubon (Puffinus lherminieri dichrous) - teiko
  - Puffinus pacificus - manu'uli
  - Puffinus tenuirostris
- Hydrobatidae
  - Nesofregetta fuliginosa
- Fregatidae
  - Fregata ariel
  - Frégate du Pacifique (Fregata minor) - helekosi
- Phaethontidae
  - Paille-en-queue à bec jaune (Phaethon lepturus) - tavake
  - Phaethon rubricauda - tavake toto
- Sulidae
  - Sula dactylatra
  - Fou brun (Sula leucogaster)
  - Fou à pattes rouges (Sula sula) - ngutulei
- Ardeidae
  - Butorides striata - Accidentel
  - Egretta novaehollandiae
  - Aigrette sacrée (Egretta sacra) - motuku
- Anatidae
  - Canard pilet (Anas acuta) - Accidentel
  - Anas superciliosa - toloa
- Accipitridae
  - Circus approximans - taiseni
- Megapodiidae
  - Megapodius pritchardii - malau - Endémique à Niuafoʻou et Fonualei.
- Phasianidae
  - Coq bankiva (Gallus gallus) - moa kaivao - Introduit
- Rallidae
  - Gallirallus philippensis - veka
  - Porzana tabuensis - moro
  - Poule sultane (Porphyrio porphyrio) - kalae
- Charadriidae
  - Pluvier doré du Pacifique (Pluvialis fulva) - kiu
- Scolopacidae
  - Tournepierre à collier (Arenaria interpres)
  - Bécasseau sanderling (Calidris alba)
  - Barge rousse (Limosa lapponica)
  - Numenius tahitiensis - fata
  - Tringa incana - kiu tea
- Laridae
  - Anous minutus - ngongo
  - Anous stolidus - ngongo - Nicheur
  - Sterne blanche (Gygis alba) - tala
  - Anous albivitta
  - Anous cerulea
  - Sterna anaethetus
  - Sterna bergii - ekiaki
  - Sterna fuscata
  - Sterna lunata
  - Sterna sumatrana - ekiaki
- Stercorariidae
  - Stercorarius maccormicki - Accidentel
  - Labbe parasite (Stercorarius parasiticus) - Accidentel
  - Labbe pomarin (Stercorarius pomarinus) - Accidentel
- Columbidae
  - Pigeon biset (Columba livia) - Introduit
  - Ducula oceanica - lupe
  - Ptilinopus perousii - manuma'a'
  - Ptilinopus porphyraceus - kulukulu
  - Gallicolumba stairi - tu
- Psittacidae
  - Eclectus infectus - Espèce éteinte. Existait peut-être encore en 1793 aux Tonga.
  - Prosopeia tabuensis - koki
  - Vini australis - henga
- Strigidae
  - Effraie des clochers (Tyto alba) - lulu
- Apodidae
  - Salangane (Aerodramus spodiopygius) - pekapekatea
- Cuculidae
  - Eudynamys taitensis - kaleva
- Alcedinidae
  - Todirhamphus chloris - sikota
- Hirundinidae
  - Hirundo tahitica - pekapeka
- Pycnonotidae
  - Pycnonotus cafer - manufo'ou - Introduit
- Campephagidae
  - Lalage maculosa - sikiviu
- Monarchidae
  - Chlororhynchus vitiensis heinei - fuiva
  - Pomarea nigra tabuensis - Éteint en 1773.
- Pachycephalidae
  - Pachycephala jacquinoti - hengehenga - Espèce endémique
- Meliphagidae
  - Foulehaio carunculata - fuleheu - Nicheur
- Sturnidae
  - Acridotheres fuscus - ngutu'enga - Introduit
  - Aplonis tabuensis - misi - Nicheur
  - Etourneau sansonnet (Sturnus vulgaris) - misi palangi - Introduit